# آرسينال (محطة مترو أنفاق لندن)

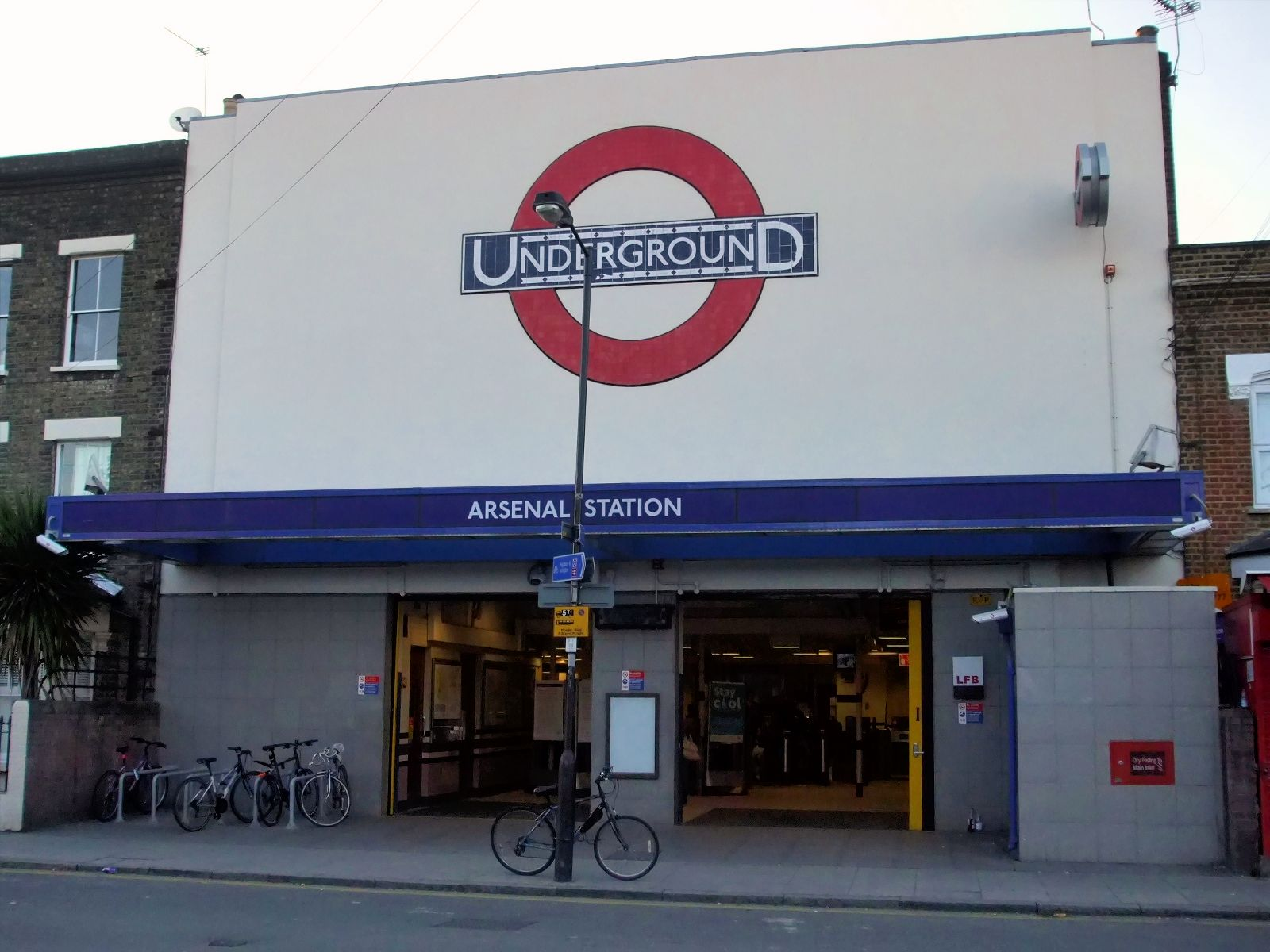
محطة قطار الأنفاق ارسينال عام 2008

آرسينال (بالإنجليزية: Arsenal)‏ هي إحدى محطات مترو أنفاق لندن. تقع على خط بيكاديلي أفتتحت في المنطقة (Zone) رقم 2 أفتتحت في 15 ديسمبر 1906.